# 진주시의회
진주시의회는 경상남도 진주시 지역을 관할하는 기초의회이다.